# Sebokor
Sebokor is een bestuurslaag in het regentschap Banyuasin van de provincie Zuid-Sumatra, Indonesië. Sebokor telt 1920 inwoners (volkstelling 2010).